# Hieronim Augustyn Lubomirski

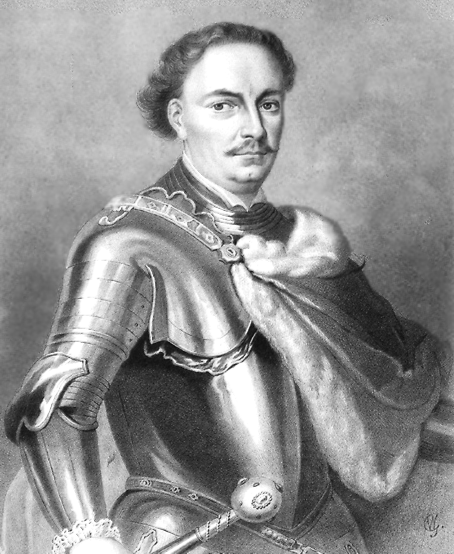
Fürst Lubomirski

Fürst Hieronim Augustyn Lubomirski (* um 1647 in Rzeszów; † 20. April 1706 ebenda) war ein polnischer Magnat, Politiker und Großhetman der polnischen Krone.

## Leben
Lubomirski war Ritter des Malteserordens, Marschall des Sejm seit 1683, Kronschatzmeister seit 1692, Woiwode von Krakau, Kronhetman seit 1702.
Er führte als Marschall die Geschäfte des Sejm vom 10. Januar bis zum 21. Mai 1681. 
Unter dem Kommando von Jan Sobieski kämpfte er gegen die Türken und nahm an der Belagerung von Chotyn im Jahr 1673 teil.
Am 12. September 1683 kämpfte er in der Schlacht am Kahlenberg und zeichnete sich durch außerordentliche Tapferkeit aus. Er nahm auch an den nachfolgenden Feldzügen in Ungarn teil. 
Während der Königswahl von 1697 unterstützte Lubomirski den Prinzen François Louis de Bourbon, prince de Conti als Kandidaten für den polnischen Thron. Er befürwortete 1704 die Absetzung von August II., in der Hoffnung, mit Hilfe der Schweden selbst auf den polnischen Thron zu kommen. Nach der Wahl Stanislaus Leszczyńskis zum polnischen König zog er sich aus dem politischen Leben zurück.

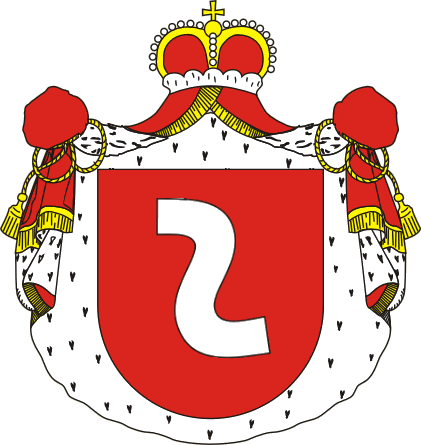

## Familie
Er heiratete Fürstin Anna Viktoria von Altenbockum. († 22. Dezember 1707). Das Paar hatte mehrere Kinder:
- Georg Ignatius (* 15. März 1691; † 19. Juli 1753)

⚭ Maria Magdalena Bielinska († 20. April 1730) (geschiedene von Dönhoff)
⚭ 1737 Johann Charlotte von Stain (* 1. März 1724)
- Johannes († Dezember 1736), Starost von Bolimow ⚭ Gräfin Ursula Barbara von Branicky
- Jakobus Alexander (* 11. Mai 1695; † 16. November 1772), sächsischer General der  Infanterie ⚭ 1717 Charlotte Frederike Vitzthum von Eckstädt (* 12. November 1700; † 4. Februar 1755)

## Auszeichnungen
- Ritter des Ordens vom Weißen Adler, verliehen 1705.